# Lục giác Sao Thổ

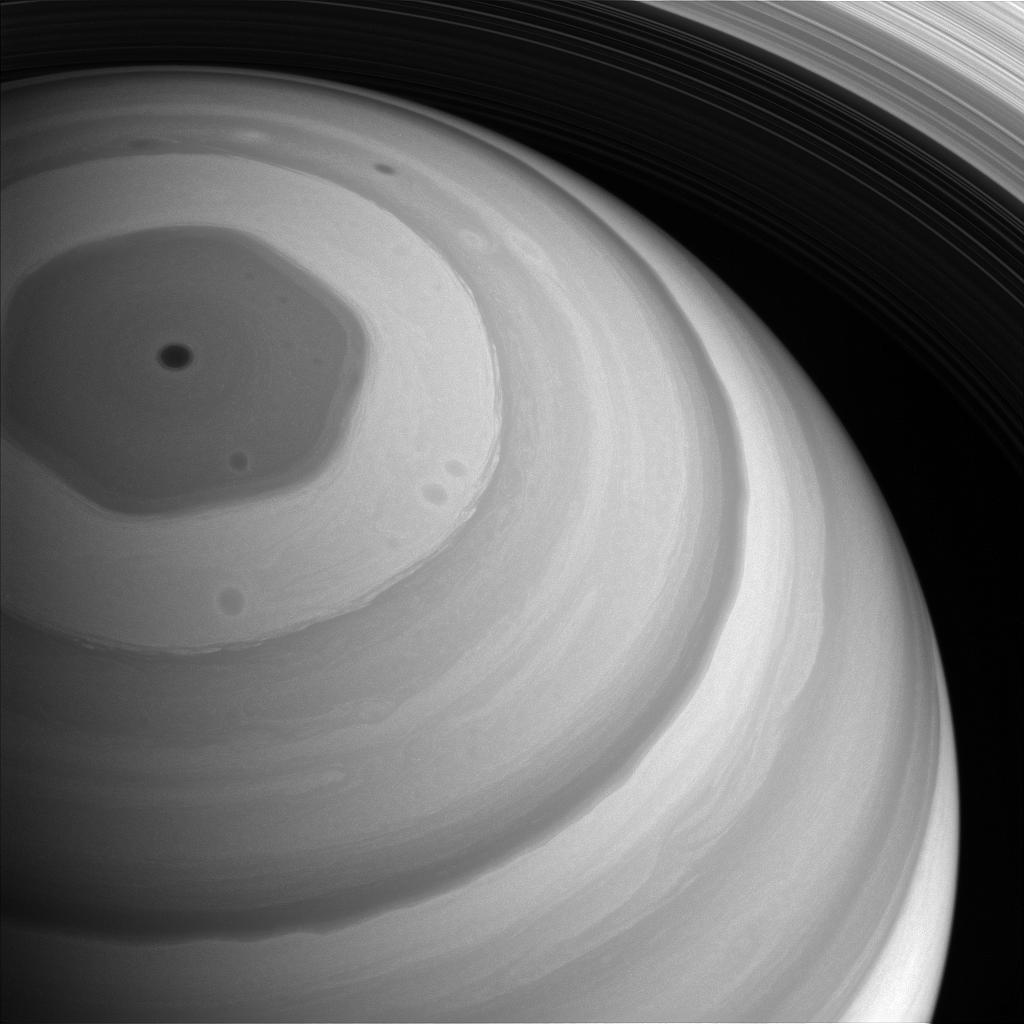
Ảnh chụp gần hơn (2016)

Hình lục giác trên Sao Thổ là một mô hình đám mây hình lục giác xấp xỉ liên tục xung quanh cực bắc của Sao Thổ, nằm ở khoảng 78°B. Các cạnh của hình lục giác dài khoảng 14.500 km, lớn hơn đường kính Trái Đất khoảng 2.000 km. Lục giác Sao Thổ có thể rộng ít hơn 29.000 km, cao 300 km và có thể là một dòng khí phản lực được tạo ra từ các khí trong khí quyển di chuyển với vận tốc 320 km/h. Nó quay với chu kỳ 10h 39m 24s, bằng với khoảng thời gian Sao Thổ phát xạ vô tuyến từ bên trong của nó. Cơn bão lục giác không dịch chuyển theo kinh độ như các đám mây khác trong khí quyển nhìn thấy được.
Lục giác Sao Thổ được phát hiện trong suốt sứ mệnh của tàu Voyager vào năm 1981, và sau đó được tàu Cassini-Huygens viếng thăm lại sau đó vào năm 2006. Trong phi vụ Cassini, cơn bão lục giác này đã biến đổi từ màu xanh lam sang màu vàng kim hơn. Cực nam Sao Thổ không có bão lục giác, như Kính viễn vọng không gian Hubble xác nhận. Tuy nhiên, nó có một bão xoáy, và cũng có một bão xoáy nằm bên trong cơn bão lục giác ở phía bắc hành tinh. Nhiều giả thuyết cho mô hình đám mây lục giác đã được phát triển.